# Anthony Miller
Pour les articles homonymes, voir Miller.
Anthony Miller, né le 22 octobre 1971 à Benton Harbor au Michigan, est un ancien joueur américain de basket-ball. Il évolue durant sa carrière au poste d'ailier fort.